# M103 (amas ouvert)
Pour les articles homonymes, voir M103.
M103, également désigné NGC 581, est un amas ouvert situé dans la constellation de Cassiopée. Il a été découvert par Pierre Méchain en avril 1781. Il fait partie des derniers objets inclus par Charles Messier dans son catalogue d'objet diffus, avant qu'il ait eu l'occasion de l'observer lui-même d'ailleurs. M103 est l'un des amas les plus éloignés que l'on connaisse, avec des distances variant de 8000 à 9500 années-lumière de la Terre.

## Caractéristiques

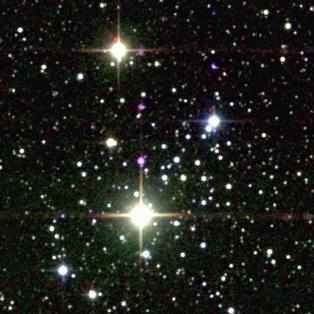
M103 observé dans le domaine de l'infrarouge par 2MASS. L'image en fausses couleurs ne rend pas compte adéquatement des vraies couleurs des étoiles.

M103 compte environ 40 étoiles connues réparties sur une région d'environ 15 années-lumière. Cependant, d'autres sources font plutôt mention de 60 étoiles, et même jusqu'à 172 étoiles. Selon le « Sky Catalogue 2000.0 », il ne contiendrait que 25 étoiles. M103 contient donc peu d'étoiles visibles et c'est un amas de densité relativement faible, ce qui lui a valu la classification 'd' par Harlow Shapley. Selon la classification des amas ouverts de Robert Trumpler, M103 est de type III3p, contenant peu d'étoiles qui se répartissent selon une concentration moyennement faible et avec un grand intervalle de magnitudes.
L'étoile la plus brillante de l'amas est une supergéante bleue de classe de luminosité Ib et de type spectral B5 dont la magnitude est de 10,5. La deuxième plus brillante est une géante bleue de classe III et de type B2. M103 contient aussi une géante rouge ou une supergéante rouge de classe Ib-II et de type M0,5 dont la magnitude est de 8,54. C'est BD+59 274, l'étoile orangée que l'on voit au centre de la photo DSS dans l'encadré à droite. Cependant, l'apparence de M103 est dominée par une étoile binaire bleue qui n'en fait partie. Cette étoile (HD 9311), dont la magnitude visuelle est de 7,29, est une supergéante bleue de classe Iab et de type B5.  
On peut assez aisément observer M103 avec des jumelles. L'amas est situé juste sous la ligne qui joint Delta Cassiopeiae (Ruchbah) à Epsilon Cassiopeiae.